# ダニエル・ワイエンベルク

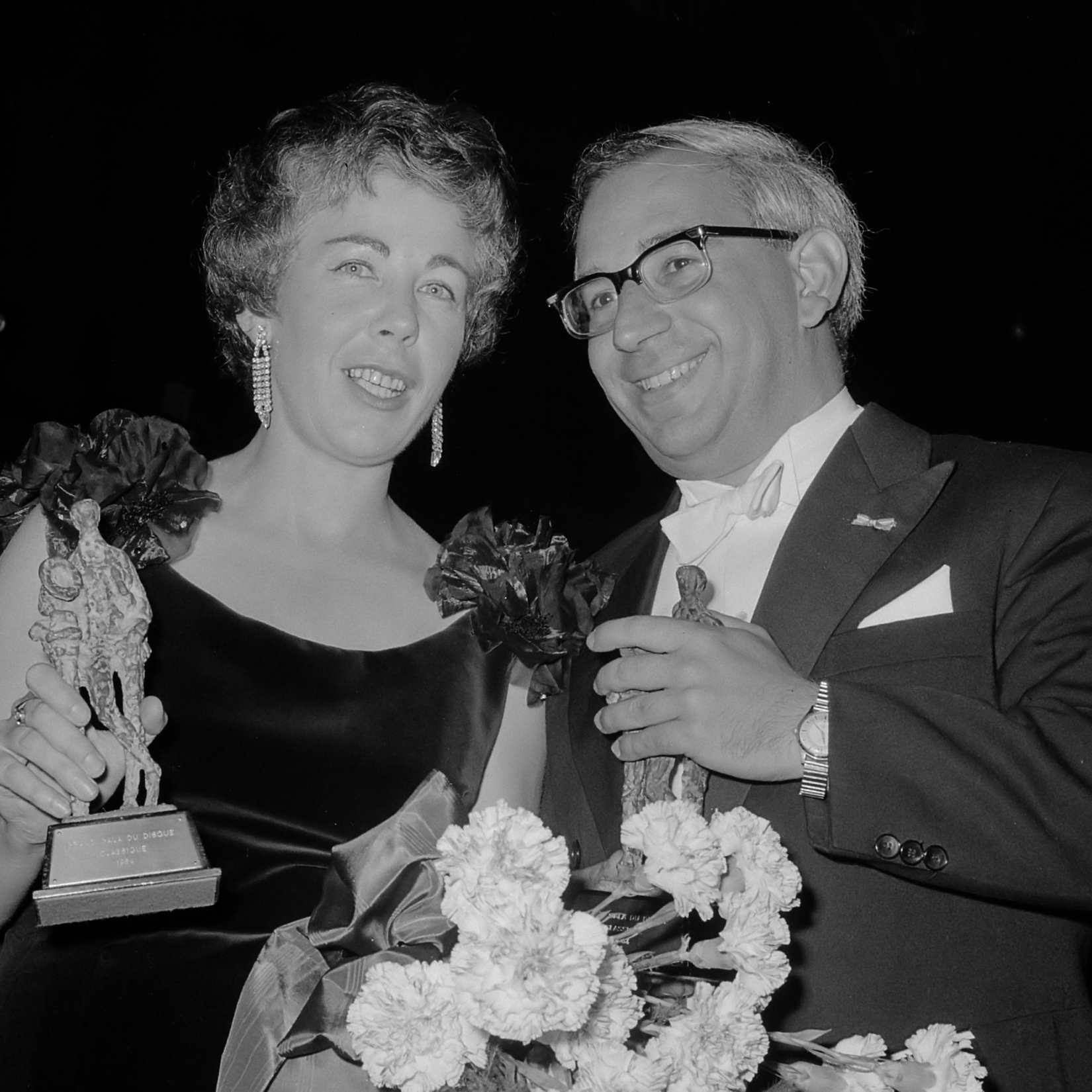
ダニエル・ワイエンベルク（右）

ダニエル・エルネスト・ジョセフ・カレル・ワイエンベルク（Daniel Ernest Joseph Carel Wayenberg, 1929年10月11日 - 2019年9月17日）は、フランスのピアノ奏者。
パリ出身。幼少期はハーグで過ごしたが、ロシア出身のヴァイオリニストだった母親から音楽の才能を見い出され、アリー・ヴェルハール(Ary Verhaar)にピアノを学んだ。第二次世界大戦後はマルグリット・ロンに師事。1949年にロン＝ティボー国際コンクールに出場して二位に入賞し、パリでデビューを果たした。1985年から1994年までロッテルダム音楽院で教鞭をとった。
パリにて没。